# Bruno Anjos
Bruno Ventura dos Anjos, mais conhecido como Bruno Anjos é um ex-mesatenista brasileiro. Natural de Santos, ele conquistou a medalha de prata nas duplas masculinas dos Jogos Pan-Americanos de Santo Domingo, em 2003, em parceria com Gustavo Tsuboi.
Em 2004, ele liderou o ranking nacional da modalidade. Em 2007, ele foi campeão brasileiro de tênis de mesa.